# Shamkir (quận)
Shamkir (tiếng Azerbaijan:Şəmkir) là một quận thuộc Azerbaijan. Dân số thời điểm năm 2012 là 173401 người.